# Laîche rameuse
Carex ramosa
Espèce
Classification phylogénétique
La laîche rameuse (Carex ramosa) est une espèce de plantes à fleurs de la famille des cypéracées. Elle est endémique de l'île de La Réunion, département d'outre-mer français dans le sud-ouest de l'océan Indien.